# Storia del Perù
La storia del Perù si riferisce al territorio corrispondente all'incirca all'attuale Perù nelle varie fasi storiche.

## Periodo preceramico
La scoperta di fossili umani nelle americhe è abbastanza recente; quelli più antichi, scoperti in Brasile nel 1986, sono datati a 32.000 anni fa e riguardano solo l'Homo sapiens sapiens senza alcun riscontro di resti di altri ominidi nel nuovo continente.
Dagli studi fatti risulta che i primi abitanti del Perù fossero cacciatori nomadi con una scarsa vita di relazione comunitaria. Perlopiù vivevano nelle grotte, come in quella di Pikimachay nella regione di Ayacucho, dove sono stati ritrovati resti umani risalenti a 14.000 anni fa. Da graffiti, come quelli di Lauricocha (vicino a Huánuco) e di Toquepala (presso Tacna) e fossili ritrovati è risultato che gli animali cacciati erano la tigre dai denti a sciabola, il bradipo gigante o il mastodonte, oggi estinti; inoltre il cervo, il guanaco, la vigogna e il lama.
I primi abitanti peruviani, fino al 4.000 a.C. circa, sapevano accendere il fuoco, indossavano pelli di animali, ricavando utensili ed armi rudimentali da ossa e da pietre. Dopo questa data si hanno i primi segni dell'introduzione di una rudimentale l'agricoltura e l'addomesticamento degli animali (alpaca, lama e porcellino d'India). Lungo la costa sorsero alcuni insediamenti, con la popolazione dedita all'agricoltura e alla pesca. Dagli scavi archeologici si è appreso che la pesca veniva praticata con reti o ami di osso, talvolta su zattere, mentre i raccoglitori sulla riva cercavano granchi e altri crostacei, ricci di mare e uova di uccelli; venivano cacciate anche le otarie.
L'agricoltura, invece, si basava su cotone, fagioli, peperoncini, zucche e, verso il 1400 a.C., si iniziò a coltivare il mais.
Gli antichi peruviani dedicavano molto tempo per la costruzione di edifici sedi di cerimonie religiose. L'esempio più antico rimasto (datato intorno al 4000 a.C.) è una piattaforma sollevata affacciata sull'oceano Pacifico nella valle di Supe, nei pressi di Barranca, che era usata come luogo di sepoltura. Dello stesso periodo è la zona archeologica di Kotosh vicino a Huánuco, che suscita ancora numerosi interrogativi tra gli archeologi; si tratta delle più antiche rovine rinvenute sugli altopiani peruviani.
Nel 2011 in un sito presso il lago Titicacaè stato rinvenuto un collare di oro e turchese (datato intorno al 2000 a.C.) che rimane a tutt'oggi il più antico manufatto metallico del Sudamerica.

## Dal 2000 al 1000 a.C.
Grazie agli scavi effettuati nella valle di Virú e nell'area di Guañape (a 50 km a sud di Trujillo) si sono potute avere notizie riguardo alla vita della popolazione tra il 2000 e il 1000 a.C. Si hanno i primi riferimenti della lavorazione della ceramica, ma si segnalano anche notevoli progressi per quel che riguarda la pesca, la tessitura e l'agricoltura (verso la fine di questo periodo iniziano le coltivazioni sui terrazzamenti dell'altopiano con l'introduzione dell'irrigazione).
Dello stesso periodo sono i grandi templi scoperti nella valle del fiume Rímac, sopra Lima, e in altre località della costa.

## L'orizzonte Chavín (1000 a.C.-300 a.C.)
Chavín de Huantar è uno dei luoghi più importanti, dal punto di vista religioso, politico e commerciale; localizzato a più di 3.000 metri di altezza sulla Cordillera Blanca (40 km a est di Huaraz), ha dato origine alla civiltà Chavín. Il particolare che contraddistingueva questa popolazione era il mito e il culto del felino antropomorfo (un essere con caratteristiche proprie del giaguaro, dell'uomo, dell'uccello, e del serpente).

## Salinar e Paracas (300 a.C.-100)
Intorno al 300 a.C., senza nessun motivo apparente, inizia il declino dello stile Chavín, al quale seguono cinque secoli percorsi da diverse culture locali; le più note sono quella di Salinar nella valle di Chicama vicino a Trujillo e quella della necropoli di Paracas a sud di Lima.

## Nazca e Moche (100-700)
Lo sviluppo tecnologico di ceramica, lavorazione dei metalli e tessitura fu raggiunto tra il 100 e il 700 d.C., durante quello che un tempo veniva chiamato il periodo classico o fiorente. In particolare sono note due civiltà dell'epoca, per l'eccezionalità dei loro prodotti: i Moche, che abitavano intorno a Trujillo e producevano ceramiche facendo uso di stampi, e i Nazca, i cui insediamenti sono stati ritrovati lungo la costa meridionale e a cui si deve l'introduzione di tecniche policrome. Entrambe le popolazioni erano solite raffigurare scene della loro vita quotidiana con disegni complessi ma dettagliati. I Moche costruivano grandi tumuli sormontate da piattaforme (piramidi), come i Templi del Sole e della Luna, eretti vicino a Trujillo e a Sipán nei pressi di Chiclayo. I Nazca si dedicavano alla creazione nel deserto di giganteschi disegni, conosciuti come Linee di Nazca, create rimuovendo la parte superficiale del terreno, creando così un contrasto di colore, visibile solo da una posizione elevata.

## Huari (500-1100)
Fra il VI e il XIII secolo fiorì la civiltà Huari (in grafia quechua: Wari). La capitale dell'Impero Huari era situata vicino alla moderna città di Ayacucho. Questa città era il centro di una civiltà che copriva molti degli altopiani e delle coste del moderno Perù. Dapprima estese il suo territorio fino ad includere la città di Pachacamac, anche se sembra che questa sia rimasta pressoché autonoma. In seguito espansero il loro territorio tanto da inglobare molte delle terre della civiltà dei Mochica.
La civiltà Huari fu contemporanea a quella fiorita a Tiahuanaco, nell'attuale Bolivia, e ne condivideva molti caratteri.
L'impero Huari dal punto di vista architettonico stabiliva centri amministrativi distinti in molte delle sue province. In quest'epoca si sviluppa il terrazzamento dei campi. Gli Huari avevano inoltre un complesso ed esteso sistema stradale.

## Regno di Chimor (900-1470)
Fra l'850 ed il 1470 circa, ovvero nel periodo Tardo Intermedio, il più grande regno peruviano fu quello di Chimor, organizzazione politica del popolo dei Chimú. Chan Chan era la capitale di questo Stato.
I Chimú si svilupparono a partire dai sopravvissuti della cultura Moche. Sembra che le prime vallate si siano unite di propria volontà, ma che la civiltà Lambayeque sia stata invece conquistata con la forza. Furono influenzati significativamente anche dai Cajamarca e dagli Huari.
Chimor fu l'ultimo regno ad avere qualche possibilità di fermare l'avanzata Inca. Ma la conquista Inca fu fatta partire nel 1470 da Túpac Yupanqui, che sconfisse l'imperatore locale Minchancaman, discendente di Tacaynamo, e fu completata da Huayna Cápac quando salì al trono nel 1493.

## L'invasione spagnola (1520-1534)
Gli spagnoli avevano conquistato progressivamente i Caraibi e le regioni occupate dagli Aztechi (Messico) e dai Maya (America centrale), iniziando quindi l'esplorazione dell'America meridionale. Già nel 1515 a Panama, presso gli spagnoli, non si parlava d'altro di una terra ricca d'oro.

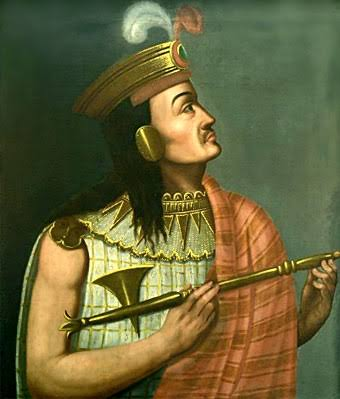
Atahualpa

Nel 1508 una nave mandata in ricognizione in Brasile era venuta a conoscenza che all'interno del paese viveva un ricco popolo con le armature coperte d'oro. Probabilmente questi portoghesi erano venuti in contatto con la tribù dei Cario (che occupavano la parte meridionale del Brasile) e che erano in rapporti commerciali con gli inca.
Nel 1526 Sebastiano Caboto (figlio del famoso navigatore), avendo sentito parlare delle favolose ricchezze del Pirù (o Birù come era allora anche chiamato) cominciò a risalire il Rio della Plata alla ricerca di oro e argento. Ma il suo viaggio fallì miseramente e dopo lunga permanenza nei pressi dell'odierna Santa Fe, fu obbligato a rientrare in Spagna.
Tra il 1521 ed il 1525 Alejo García risalì il fiume Paraguay e continuò via terra arrivando fino ai confini est dell'impero inca (dopo aver assoldato al proprio servizio anche indiani Guaranì). Fece delle razzie e ritornò con un ricco bottino. Ma il mito del El Dorado doveva spingere altri avventurieri. Nel 1535 Pedro de Mendoza risaliva il Rio della Plata alla ricerca di una terra ricchissima sopportando incredibili disavventure e fallimenti. In realtà cercava una terra già scoperta.

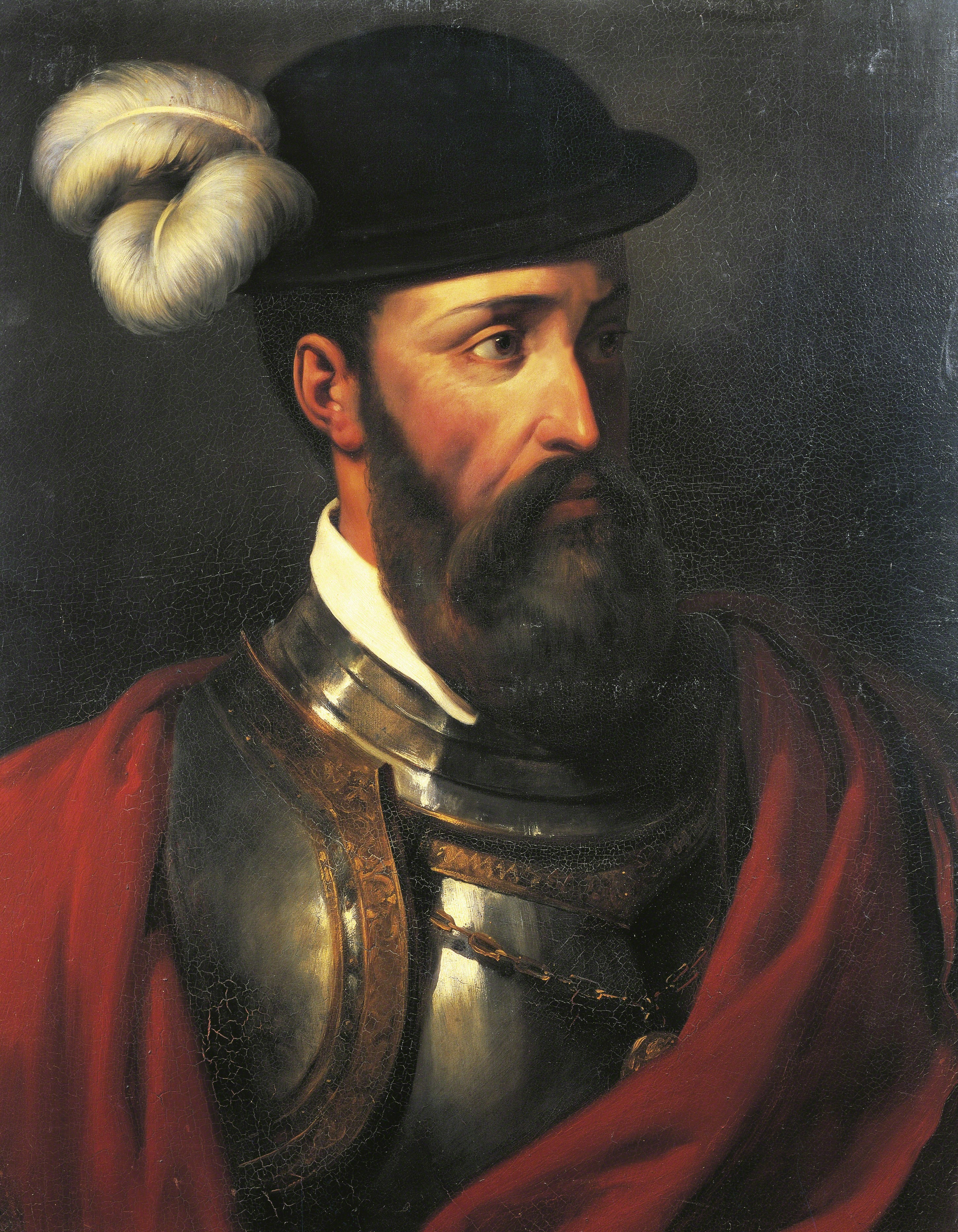
Francisco Pizarro

Il Perù venne visitato da Pascual de Andagoya nel 1522 e nel 1524 Francisco Pizarro ne raggiunse le coste in navigazione nell'Oceano Pacifico. In una seconda spedizione (1526-1528) si spinse nuovamente a sud fino a Río Santa e scoprì la prosperità delle popolazioni Inca che abitavano il territorio, riportandone oro, lama e alcuni indigeni.
Tornato in Spagna, Pizarro ottenne dal re Carlo I aiuti e la nomina a viceré e governatore delle terre che avesse conquistato, e intraprese nel 1530 una terza spedizione insieme a Diego de Almagro, muovendosi per mare da Panama con tre navi fino alle coste dell'Ecuador. Si spinse quindi via terra fino in Perù, dove giunse nel 1532 dopo aver superato con una faticosa marcia le Ande.

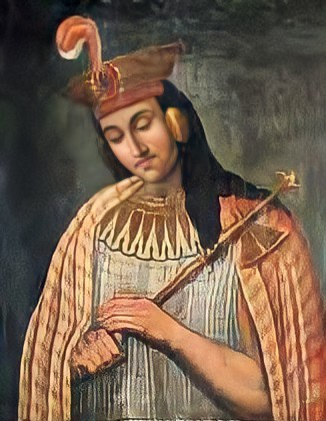
Huáscar

Il Perù era allora in preda ad una guerra civile tra il figlio prediletto del re Huayna Cápac, Atahualpa ed il fratellastro Huáscar. Atahualpa dopo una battaglia vinta contro il fratellastro si trovava a Cajamarca. Il 15 novembre 1532 Pizarro arrivò a Cajamarca. Il giorno dopo catturò con l'inganno l'ultimo imperatore, Atahualpa, che, nonostante la straordinaria quantità di oggetti d'oro provenienti da tutto l'impero offerti per il riscatto, rimase prigioniero. Egli venne ucciso nell'agosto del 1533. La capitale inca, Cuzco, venne distrutta nel successivo novembre e le popolazioni indigene vennero massacrate.
Il perché Atahualpa permise agli spagnoli di entrare nel suo territorio, senza opporre alcuna resistenza e perché cadde così facilmente è ancora un mistero. Ricordiamo come gli spagnoli fossero 162 e gli inca circa 500 volte di più (nella battaglia di Cajamarca) 
Tra le ipotesi:
- l'impero era in crisi ed era diviso da una guerra civile, scoppiata dopo una terribile epidemia di vaiolo che era giunto in America centrale e sud America con gli spagnoli 30 anni prima. La stessa epidemia aveva praticamente distrutto la corte di Huayna Capac.
- gli spagnoli erano dotati di cavalli che gli inca non conoscevano.

- gli spagnoli erano dotati di lance, spade e pugnali in acciaio, gli inca avevano solo bastoni, mazze ed asce fatte di pietra.

- l'effetto psicologico di solo 12 archibugi degli spagnoli può aver contribuito.

- Il fatto che gli spagnoli montassero dei cavalli, illuse gli Inca che fossero Dèi scesi dal cielo, e quindi amici.

## Il Perù coloniale (1535 - 1800)
Nel 1535 la capitale della nuova colonia venne spostata da Cuzco, situata troppo all'interno, nella nuova città di Lima, fondata sul mare per favorire i collegamenti con la madrepatria spagnola.
Nel 1536, l'imperatore Manco Inca Yupanqui (conosciuto anche come Manco Cápac II), giunse quasi alla riconquista di Cuzco, ma fu in seguito sconfitto e ucciso a Vilcabamba, dove si era ritirato, nel 1544.

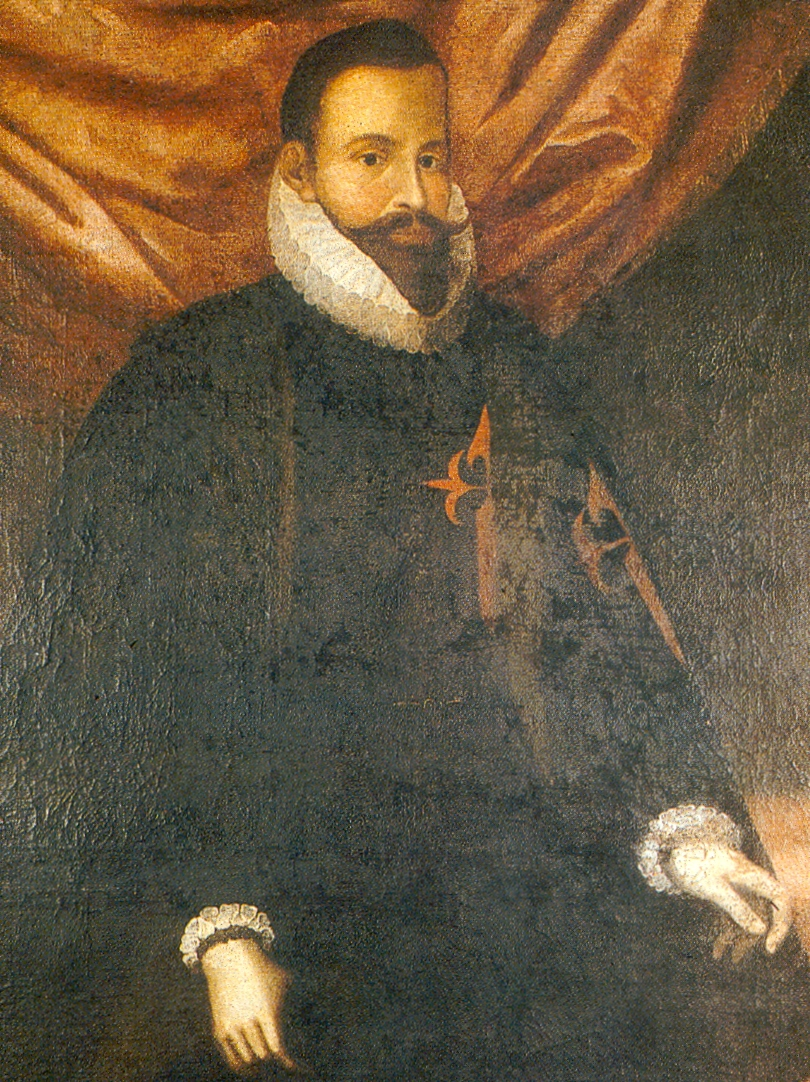
Blasco Núñez Vela

Si aprirono contese anche tra gli stessi Diego de Almagro e Francisco Pizarro, entrambi morti assassinati (Almagro nel 1538 e Pizarro nel 1541). Nel 1542 venne ufficialmente istituito il vicereame del Perù, che ebbe come viceré prima Blasco Núñez Vela e quindi Pedro de la Gasca, i quali domarono le rivalità interne.
Il vicereame venne consolidato con i viceré Andrés Hurtado de Mendoza e Francisco de Toledo, ma la resistenza incaica contro gli occupanti venne definitivamente domata, tuttavia, solo con la sconfitta e uccisione di Túpac Amaru, nel 1572.
Nei secoli successivi la colonia si sviluppò in assenza di particolari conflitti e, mentre Cuzco decadeva, nonostante la presenza della scuola d'arte della Escuela Cuzqueña, Lima accresceva la propria prosperità, divenendo la città più importante della regione andina.
Nel 1781 gli indigeni, costretti al lavoro in miniera si ribellarono sotto la guida di José Gabriel Condorcanqui, che prese il nome di Túpac Amaru II, ma la rivolta venne soffocata con il massacro di oltre 80.000 indigeni.

## L'indipendenza (1810-1824)
Il movimento indipendentista peruviano nacque dall'insurrezione dei proprietari terrieri ispano-americani guidati dall'argentino Josè de San Martìn e dal venezuelano Simón Bolívar. San Martìn, che aveva sconfitto i realisti cileni nella Battaglia di Chacabuco e che era sbarcato a Paracas nel 1819, guidò una forza di 4 200 uomini. La spedizione, che era sostenuta e finanziata dal Cile, comprendeva anche alcune navi da guerra.

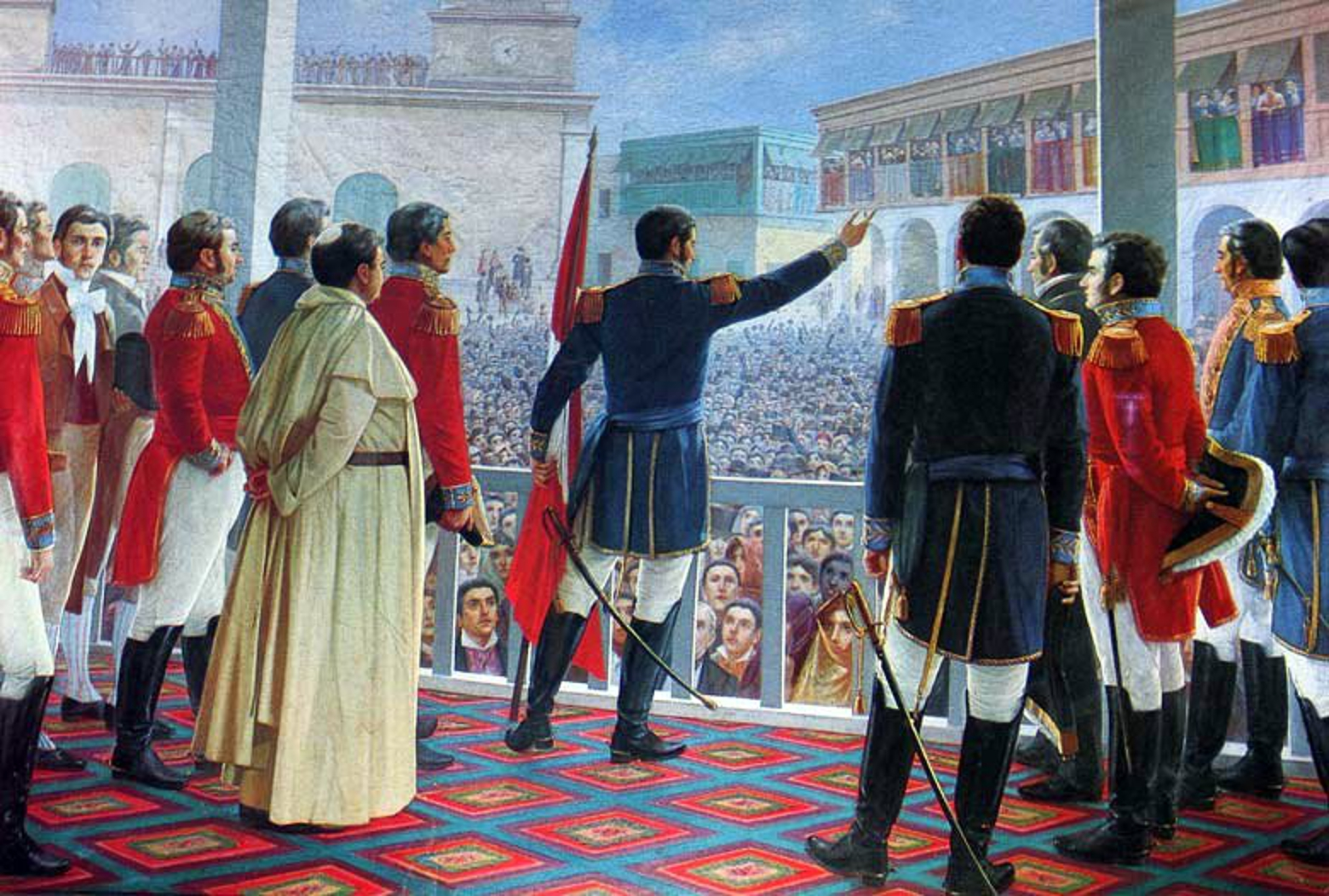
Proclamazione di indipendenza a Lima

Il 28 luglio 1821 San Martìn proclamò a Lima l'indipendenza del Perù. Tuttavia, la situazione rimaneva instabile e l'effettiva liberazione del Paese fu completata solo nel dicembre del 1824, quando il Generale Antonio José de Sucre sconfisse le truppe spagnole nella Battaglia di Ayacucho. Nonostante ciò, fu solo nel 1879 che la Spagna riconobbe l'indipendenza del Perù.

## Storia della repubblica
Dopo l'indipendenza, il Perù e i suoi vicini si impegnarono in dispute territoriali intermittenti. Un tentativo di unire il Perù e la Bolivia fu fatto durante il periodo 1836–1839 dal presidente boliviano Andres de Santa Cruz quando nacque la Confederazione Perù-Bolivia. Una forte opposizione interna ha portato alla sua fine nella Guerra della Confederazione che si è intrecciata in un tentativo peruviano di annettere la Bolivia fatto da Agustín Gamarra che alla fine fallì e si trasformò in una lunga guerra. Tra il 1857 e il 1860 una guerra contro l'Ecuador scoppiò per i territori contesi in Amazzonia. La vittoria peruviana nella guerra ha impedito agli ecuadoriani di insediarsi nella zona.

### Guerra contro la Spagna
Nel 1864 lo squadrone spagnolo del Pacifico occupò le isole Chincha. Il presidente Pezet ha voluto risolvere diplomaticamente questo conflitto, che l'opinione pubblica ha interpretato come un segno di debolezza. Ciò ha portato il nazionalista Mariano Prado a compiere un colpo di stato contro il presidente Pezet. Il nuovo sovrano Prado dichiarò guerra alla Spagna. Dopo la vittoria peruviana nella battaglia di Callao, la marina spagnola si ritirò dal mare peruviano.

### Guerra del Pacifico
La Guerra del Pacifico fu un conflitto armato che contrappose il Cile al Perù e alla Bolivia tra il 1879 e il 1884. L'incidente che ha scatenato la guerra è stata una disputa tra Cile e Bolivia per un problema fiscale. Il Perù è stato costretto ad aiutare la Bolivia, dal momento che aveva firmato il Trattato di alleanza difensiva del 1873 con questa nazione. Il 5 aprile 1879 il Cile dichiarò guerra al Perù. Prima, la Bolivia aveva dichiarato guerra al Cile.
L'8 ottobre 1879, giorno in cui fu combattuto il combattimento navale di Angamos, dove la marina cilena mise all'angolo il monitor Huáscar, la nave principale della marina peruviana comandata dall'ammiraglio Miguel Grau Seminario, morto in combattimento e da allora è diventato uno degli eroi nazionali del Perù. All'inizio del 1880 la Bolivia abbandona la guerra, nel 1881 il Cile occupa la città di Lima. Dopo questi eventi, il confronto tra Cile e Perù continuò per altri due anni fino alla firma del Trattato di Ancon nel 1883.

### Repubblica aristocratica
La Repubblica Aristocratica (1895-1919) è conosciuta come il periodo della storia repubblicana del Perù caratterizzato dal predominio politico di un'oligarchia dedita all'agro-esportazione, all'estrazione mineraria e alla finanza. Questo periodo è caratterizzato dal susseguirsi di governi guidati dall élite politica ed economica del paese.

### Governo di Augusto Leguía
Questo governo di Leguía, sedicente "Patria Nueva", sarebbe durato undici anni, poiché, dopo le riforme costituzionali, fu rieletto nel 1924 e nel 1929. Per questo è anche conosciuto come Oncenio. Uno degli eventi più noti di questo periodo fu la celebrazione del Centenario dell'Indipendenza (28 luglio 1921). Sono arrivate diverse delegazioni estere da paesi delle Americhe, dell'Europa e dell'Asia, con notevoli assenze dal Venezuela (il cui governo ha erroneamente ritenuto che il Libertador Bolívar fosse stato emarginato dai tributi) e dal Cile (che non è stato invitato, poiché manteneva un conflitto territoriale con il Perù ).

### Attualità
Nel luglio 2021 sono stati celebrati i 200 anni di indipendenza del Paese. L'attuale presidente del Perù è Dina Boluarte, che ha ottenuto tale carica dopo il licenziamento di Pedro Castillo per incapacità morale. Economicamente, c'è stata una grande apertura al capitale straniero, soprattutto a quello americano. Rafforzò lo Stato, iniziò la modernizzazione del Paese e intraprese un vasto piano di opere pubbliche finanziate con prestiti.